# قرار مجلس الأمن التابع للأمم المتحدة رقم 1484
قرار مجلس الأمن التابع للأمم المتحدة رقم 1484، المتخذ بالإجماع في 30 مايو 2003، بعد التذكير بالقرارات السابقة بشأن الحالة في جمهورية الكونغو الديمقراطية، أذن المجلس بعملية أرتميس في بونيا، عاصمة مقاطعة إيتوري، وسط تدهور الوضع الأمني في المنطقة.
كجزء من نزاع إيتوري، كانت ميليشيات ليندو وهيما تقاتل للسيطرة على المدينة بعد انسحاب القوات الأوغندية بعد توقيع اتفاق السلام، وهربت الشرطة الكونغولية. أثناء المناقشات المتعلقة بنشر قوة دولية، كان دبلوماسيو المجلس واعين بتكرار الإبادة الجماعية في رواندا عام 1994. تم الاتفاق في وقت لاحق على قوة بقيادة فرنسا.

## القرار

### أعمال
بموجب الفصل السابع من ميثاق الأمم المتحدة، أذن المجلس بنشر قوة مؤقتة متعددة الجنسيات في بونيا للعمل بتنسيق وثيق مع بعثة الأمم المتحدة في جمهورية الكونغو الديمقراطية حتى 1 سبتمبر 2003. وكلفت بمساعدة وحدة بعثة منظمة الأمم المتحدة في جمهورية الكونغو الديمقراطية الموجودة بالفعل في بونيا؛ استقرار الوضع الأمني؛ تحسين الوضع الإنساني؛ حماية مطار بونيا والمشردين داخليا؛ والمساهمة في حماية السكان المدنيين وموظفي الأمم المتحدة والعاملين في المجال الإنساني. وشدد على الطابع المؤقت للقوة من أجل السماح بتعزيز وجود البعثة في بونيا بحلول منتصف آب / أغسطس 2003. تم السماح لجميع الدول المشاركة في القوة باستخدام جميع التدابير اللازمة للوفاء بولايتها.
ودعا المجتمع الدولي إلى المساهمة في القوة المتعددة الجنسيات من خلال توفير الأفراد والمعدات والدعم اللوجستي والمالي. وطالب القرار أطراف النزاع في منطقة إيتوري بإنهاء الأعمال العدائية على الفور، وأدان بشدة القتل المتعمد لبعثة منظمة الأمم المتحدة في جمهورية الكونغو الديمقراطية والعاملين في المجال الإنساني، وأكد مجددا على ضرورة احترام القانون الإنساني الدولي. علاوة على ذلك، طالب المجلس جميع الأطراف الكونغولية والدول في منطقة البحيرات الكبرى باحترام حقوق الإنسان، وإنهاء الدعم للجماعات والميليشيات المسلحة، والتعاون مع القوة الدولية وبعثة الأمم المتحدة في بونيا.

## روابط خارجية
- نص القرار في undocs.org